# Branimir Poljac
Branimir Poljac (Oslo, 17 maggio 1984) è un ex calciatore norvegese, di ruolo centrocampista.

## Carriera

### Club
Poljac iniziò la carriera con la maglia dello Stabæk. Debuttò in squadra il 12 giugno 2002, sostituendo Christian Michelsen nel successo per 6-3 in casa del Ranheim, in un match valido per l'edizione stagionale della Coppa di Norvegia. Esordì nella Tippeligaen, invece, il 30 giugno dello stesso anno: subentrò a Christian Wilhelmsson nella vittoria per 5-2 sullo Start. Il 15 giugno 2003 arrivò il primo gol nella massima divisione norvegese, nel pareggio per 3-3 in casa del Brann.
Nel 2004, fu ceduto in prestito allo Start, in 1. divisjon. Disputò un solo incontro in squadra, però: scese in campo in luogo di Bala Garba nella vittoria per 3-1 sul Raufoss. Rientrò poi allo Stabæk, nel frattempo retrocesso in Adeccoligaen (nuovo nome della 1. divisjon).
Il 27 febbraio 2008 fu reso noto il suo trasferimento a titolo definitivo al Moss. Esordì in squadra il 6 aprile, schierato titolare nel pareggio per 1-1 contro il Sandnes Ulf. Il 25 maggio arrivò il primo gol, nella vittoria per 2-1 contro il Sarpsborg 08.
Il 20 gennaio 2009 si trasferì al Konyaspor. Il 2 aprile 2010 fu coinvolto in un incidente stradale. Poljac perse il controllo della sua automobile e andò fuori strada, con la vettura che si capovolse. Secondo quanto riferito, il norvegese soffrì di un serio infortunio al collo dopo l'impatto e rischiò la paralisi permanente. Il 6 aprile, fu comunicato che il calciatore fosse ancora in condizioni serie ed in pericolo di vita, oltre ad avere una possibilità del 90% di restare paralizzato. Per supportarlo, fu creato un sito internet per raccogliere pensieri dei tifosi per aiutarlo moralmente. Tornò in Norvegia e riuscì, lentamente, a tornare a muovere i suoi arti. Inizialmente, poteva muovere soltanto le spalle, ma successivamente ricominciò a sentire le braccia. In un'intervista, dichiarò che sarebbe tornato, in qualche modo, al 100%.
Il Konyaspor rimase costantemente in contatto con lui. Sul pullman della squadra ci sono immagini di Poljac e la federazione calcistica della Turchia rimborsò il calciatore con 100.000 lire turche.

### Nazionale
Poljac giocò 3 partite per la Norvegia under 21. Esordì il 17 febbraio 2004, sostituendo Øyvind Hoås nei minuti finali della sfida persa per 2-1 contro la Spagna under 21.